# Orthodoxes Glaubensbekenntnis
|  | Dieser Artikel wurde aufgrund von akuten inhaltlichen oder formalen Mängeln auf der Qualitätssicherungsseite des Portals Christentum eingetragen. Bitte hilf mit, die Mängel dieses Artikels zu beseitigen, und beteilige dich bitte an der Diskussion. |

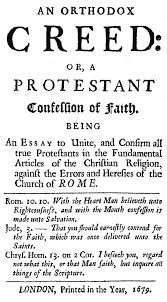
Die Titelseite des Orthodoxen Glaubensbekenntnisses, veröffentlicht 1679

Das Orthodoxe Glaubensbekenntnis, auch bekannt als Orthodoxes Bekenntnis, Buckingham Glaubensbekenntnis oder heutzutage als Baptistisches Glaubensbekenntnis von 1679, ist ein Glaubensbekenntnis der General Baptists. Das Orthodoxe Glaubensbekenntnis wurde nach einer regionalen baptistischen Versammlung in Buckinghamshire im Jahr 1678 verfasst und sollte in der Absicht der Ersteller als ein offizielles Glaubensbekenntnis der Synode (General Assembly) der General Baptists in England dienen. Es wurde von den Baptistenvereinigungen in Buckinghamshire, Hertfordshire, Bedfordshire und Oxfordshire übernommen, nicht jedoch von der Synode. Trotzdem hatte es Einfluss auf Baptistenkirchen in England und Amerika. Ein bedeutender Kritiker war der Geistliche und Theologe Thomas Grantham, der in Reaktion einen Brief an die Unterzeichner des Orthodox Creed (darunter Thomas Monck und Stephen Dagnall) schickte. In diesem führte er fünfzehn Punkte an, bei denen er mit dem Bekenntnis nicht einverstanden war.

## Inhalt
Das Orthodoxe Bekenntnis ist als „Essay zur Vereinigung und Bestätigung aller wahren Protestanten in den grundlegenden Artikeln der christlichen Religion“ verfasst. Das Bekenntnis umfasst 50 Artikel über den dreieinigen Gott, Christologie, Prädestination, Bundestheologie (Baptist Federalism), freien Willen, Rechtfertigung und Heiligung, Sonntagsheiligung, Abendmahlstheologie, Taufe, Nicäisches Glaubensbekenntnis, Athanasianisches Glaubensbekenntnis, Apostolisches Glaubensbekenntnis sowie weitere Lehren und Praktiken.